# Окаяма (княжество)
Княжество Окаяма (яп. 岡山藩 Окаяма-хан) — феодальное княжество (хан) в Японии периода Эдо (1600—1871). Окаяма-хан располагался в восточной части провинции Бидзэн (современная префектура Окаяма) на острове Хонсю.

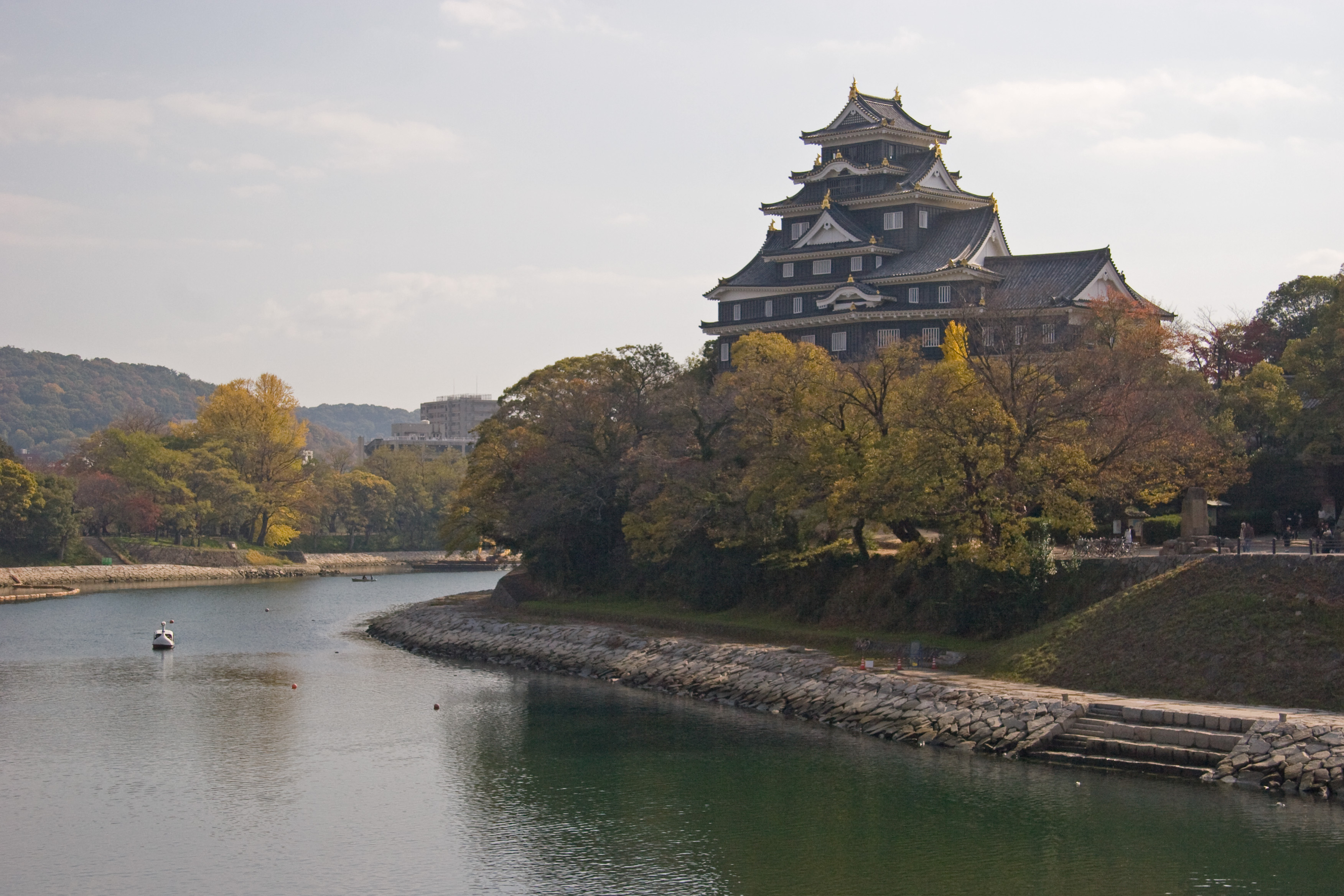
Замок Окаяма в городе Окаяма, префектура Окаяма

Административный центр хана: Замок Окаяма в провинции Бидзэн (современный город Окаяма, префектура Окаяма).
Дочерние княжества Окаяма-хана:
- Икусака-хан (яп. 生坂藩) (1672—1871)
- Камогата-хан (яп. 鴨方藩) (1672—1871)

## История

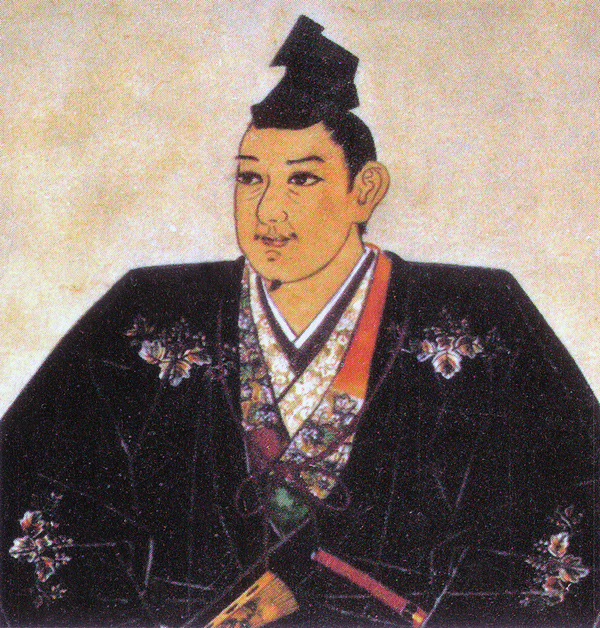
Укита Хидэиэ

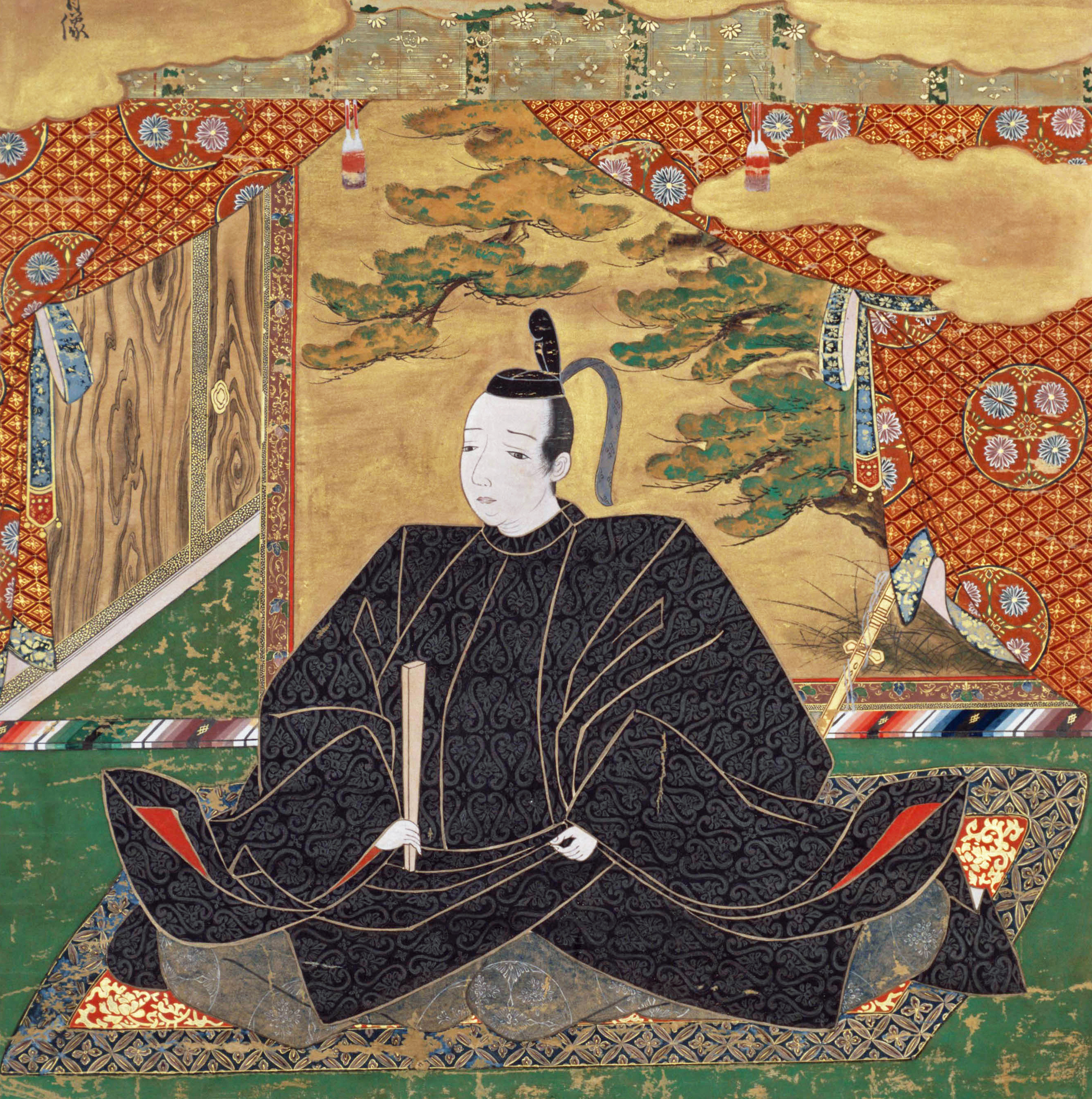
Кобаякава Хидэаки

В 1582—1600 годах правителем провинции Бидзэн и хозяином замка Окаяма был Укита Хидэиэ (1573—1655), вассал и военачальник Тоётоми Хидэёси. В 1600 году Укита Хидэиэ перешел на сторону Исида Мицунари в его противостоянии с Токугава Иэясу. В том же году он участвовал в битве при Сэкигахаре, где Исида Мицунари потерпел сокрушительное поражение от Токугава Иэясу. Укита Хидэиэ был схвачен и отправлен в ссылку, а его владения конфискованы. После победы Токугава Иэясу пожаловал домен рода Укита с резиденцией в замке Окаяма Кобаякаве Хидэаки (1577—1602), сыгравшему решающую роль в разгроме Исида Мицунари в битве при Сэкигахаре. В 1602 году 25-летний Кобаякава Хидэаки скончался бездетным.
В 1603 году новым правителем Окаяма-хана стал Икэда Тадацугу (1599—1615), второй сын Икэды Тэрумасы (1565—1613), 1-го даймё Химэдзи-хана. Ему в 1615 году наследовал его младший брат, Икэда Тадакацу (1602—1632), который ранее был правителем Сумото-хана в провинции Авадзи (1610—1615). В 1632 году Окаяма-хан перешел во владение его двоюродного брата, Икэды Мицумасы (1609—1682), который ранее правил в Тоттори-хане (1617—1632). Икэда Мицумаса был старшим сыном и преемником Икэды Тоситаки (1584—1616), 2-го даймё Химэдзи-хана, и внуком Икэды Тэрумасы. Потомки Икэды Мицумасы управляли Окаяма-ханом до Реставрации Мэйдзи. Во время Войны Босин (1868—1869) Окаяма-хан находился на стороне императорского правительства Мэйдзи.
В 1871 году после административно-политической реформы Окаяма-хан был ликвидирован. Территория княжества была включена в состав одноимённой префектуры Окаяма.

## Список даймё
- Род Кобаякава, 1600—1602 (тодзама-даймё; 510,000 коку)[1]

1. Кобаякава Хидэаки (1577—1602)[3], даймё Окаяма-хана (1600—1602), пятый сын самурая Киноситы Иэсады (1543—1608), двоюродного брата Тоётоми Хидэёси

- Род Икэда, 1603—1632 (тодзама-даймё/симпан-даймё; 280,000->380,000->315,000 коку)[4]

1. Икэда Тадацугу (1599—1615), даймё Окаяма-хана (1603—1615), второй сын Икэды Тэрумасы, 1-го даймё Химэдзи-хана[4]
2. Икэда Тадакацу (1602—1632)[5], даймё Окаяма-хана (1615—1632), третий сын Икэды Тэрумасы, младший брат предыдущего[4]

- Род Икэда, 1632—1871 (тодзама-даймё; 315,000 коку)[1]

1. Икэда Мицумаса (1609—1682)[6], даймё Окаяма-хана (1632—1672), старший сын Икэды Тоситаки (1584—1616), 2-го даймё Химэдзи-хана (1613—1616)[4]
2. Икэда Цунамаса (1638—1714), даймё Окаяма-хана (1672—1714), старший сын предыдущего
3. Икэда Цугумаса (1702—1776), даймё Окаяма-хана (1714—1752), четвертый сын предыдущего
4. Икэда Мунэмаса (1727—1764), даймё Окаяма-хана (1752—1764), старший сын предыдущего
5. Икэда Нарумаса (1750—1819), даймё Окаяма-хана (1764—1794), старший сын предыдущего
6. Икэда Наримаса (1773—1833), даймё Окаяма-хана (1794—1829), второй сын предыдущего
7. Икэда Наритоси (1811—1842), даймё Окаяма-хана (1829—1842), сын Симадзу Нариоки (1791—1859), 10-го даймё Сацума-хана (1809—1851), приёмный сын предыдущего
8. Икэда Ёсимаса (1823—1893), даймё Окаяма-хана (1842—1863), сын Окудайры Масатаки (1781—1855), 5-го даймё Накацу-хана (1825—1832), приёмный сын предыдущего
9. Икэда Мотимаса (1839—1899), даймё Окаяма-хана (1863—1868), сын Токугава Нариаки (1800—1860), даймё Мито-хана (1829—1844), приёмный сын предыдущего
10. Икэда Акимаса (1836—1903), 9-й даймё Камогата-хана (1847—1868), последний даймё Окаяма-хана (1868—1871), сын Сагары Ёриюки (1798—1850), 14-го даймё Хитоёси-хана (1818—1839), приёмный сын Икэды Мотимасы.

## Галерея

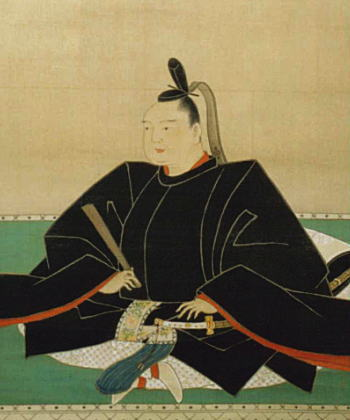
Икэда Тадацугу
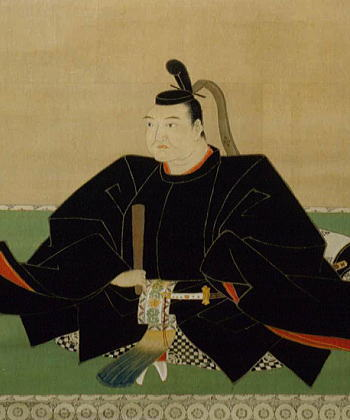
Икэда Тадакацу
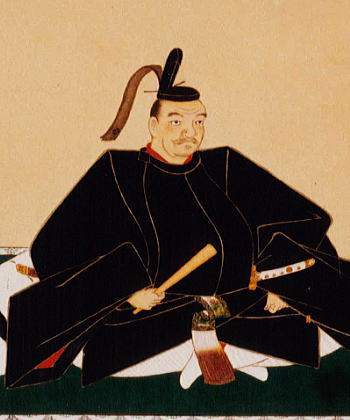
Икэда Мицумаса
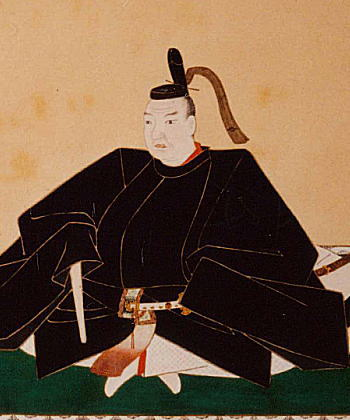
Икэда Цунамаса
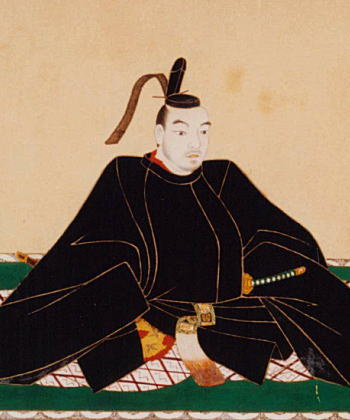
Икэда Цугумаса
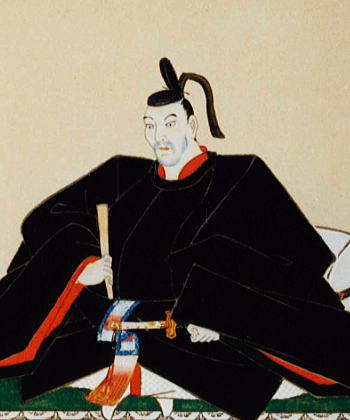
Икэда Мунэмаса
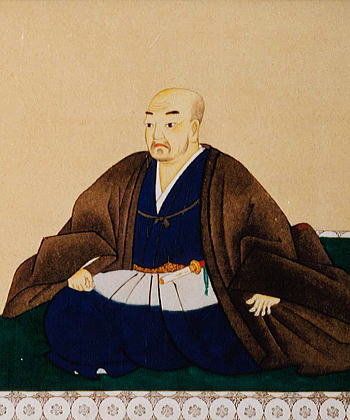
Икэда Харумаса
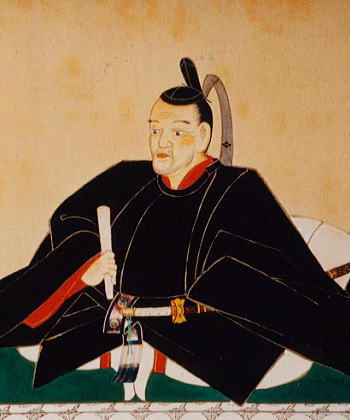
Икэда Наримаса
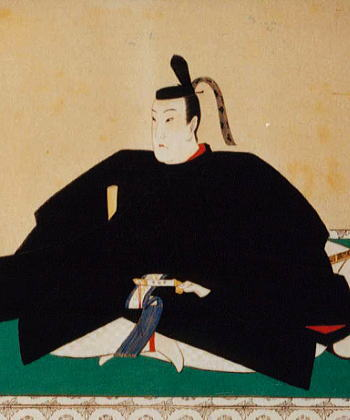
Икэда Наритоси
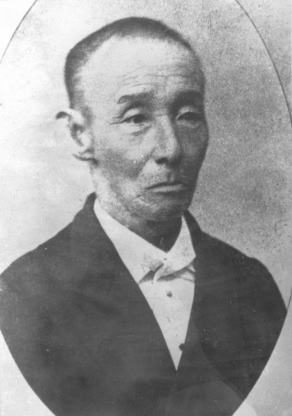
Икэда Ёсимаса
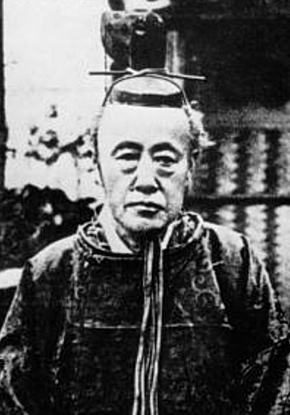
Икэда Мотимаса
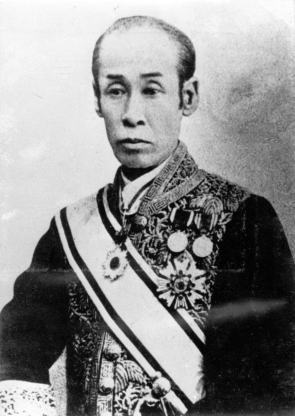
Икэда Акимаса